# 必勝ホームランワイド 有楽町で逢いましょう
『必勝ホームランワイド 有楽町で逢いましょう』（ひっしょうホームランワイド ゆうらくちょうであいましょう）は、ニッポン放送で放送されていた平日夜のラジオワイド番組。1977年10月4日開始、1978年3月31日終了。

## 概要
プロ野球のナイターオフシーズンで『ニッポン放送ショウアップナイター』の放送の無い時期限定のワイド番組。前年度1976年度の平日ナイターオフ編成は18時台、19:00〜19:30枠、19:30〜20:30枠と分かれていたが、本年度から編成が変わって18:00〜20:00枠の2時間ワイドがスタート、本番組はその第一弾となった。この18:00〜20:00枠を基本とした平日ナイターオフワイド番組は、1988年度の『巨匠・高田文夫のラジオで行こう!』まで続いた。
オープニングは『ショーアップナイター』のパロディで、場内アナウンサーの「（打順）、（ポジション）、（今日のパーソナリティ）、（背番号）」の後、『ショーアップナイター』メイン実況アナ・深澤弘（当時：ニッポン放送アナウンサー）の実況→打球音→ホームラン（『ショーアップナイター』ジングル付き）と続け、最後はタイトルコール「（パーソナリティ）の必勝ホームランワイド」となる。しかし後期からは『ショーアップナイター』パロディは廃止され、いきなりタイトルコールに変更された。
番組内のコーナーの中では、当時現役の読売ジャイアンツ監督だった長嶋茂雄がホスト・聞き手役としてレギュラー出演していた『長島茂雄のガッツ対談』が話題になった。また毎日19:00からの『王選手物語』の他、前年度1976年度ナイターオフの平日19:00〜19:30枠で放送されていた『ジャイアンツ・アワー』からジャイアンツの情報や企画のコンセプトを受け継いだコーナーが本番組でも行われ、ジャイアンツファン寄りの企画が多くあった。また。なおジャイアンツ企画の各コーナーは後期の1978年1月からプロ野球全般を扱う企画に変更されたためコーナー名も改題された。

## オープニングテーマ
『ロッキーのテーマ』
- 作曲：ビル・コンティ
- メイナード・ファーガソンバージョンを使用。

## パーソナリティ
- 月曜：野末陳平
- 火曜：金田正一[注釈 5]
- 水曜：坂本九
- 木曜：玉置宏[注釈 6]
- 金曜：和田アキ子

## 主なコーナー
（出典：）
- 長島茂雄のガッツ対談
  - 長嶋茂雄がメインとしてレギュラー出演し、各界有名人との対談を展開。第1回のゲストは当時ニッポン放送アナウンサーの深澤弘[2]。
- 日産 ふるさと人間ばなし
- 王選手物語
  - 王貞治のそれまでの様々な姿を様々な角度から描いた自伝的物語のコーナー[4]。
- ジャイアンツ特捜班 → プロ野球特捜班 （月曜）
- 巨人軍なんでも相談 → プロ野球なんでも相談 （火曜）
- 巨人・阪神ライバル合戦 （水曜）
- 今週の巨人軍 → 今週のプロ野球 （木曜）
- 女の話・お金の話
  - 野末陳平がパーソナリティの月曜日のコーナー。野末得意の金銭問題、税金などお金の話をテーマとしたコーナー。